# Alessandro Bergamo
Alessandro Bergamo (Scalea, 6 gennaio 1951) è un politico italiano.